# Linuparus somniosus
Linuparus somniosus is een tienpotigensoort uit de familie van de Palinuridae. De wetenschappelijke naam van de soort is voor het eerst geldig gepubliceerd in 1972 door Berry & George.